# Václav Neubauer
Václav Neubauer (* 29. července 1948, Městečko Trnávka) je český politik, dlouholetý starosta obce Městečko Trnávka a v letech 2010 až 2013 poslanec za stranu ČSSD. Poslancem Poslanecké sněmovny Parlamentu České republiky byl zvolen ve volbách 2010 v Pardubickém kraji.